# 두근두근 음악엔
두근두근 음악엔은 한국방송공사의 라디오 채널인 KBS 해피FM(수도권 FM 106.1MHz, AM 603kHz)에서 방송되는 오락 전문 라디오 프로그램이다. 생방송은 매일 저녁 6시부터 저녁 8시까지, 재방송은 새벽 1시부터 새벽 3시까지이다. 이 프로그램의 본방송은 수도권에서만 방송되며, KBS춘천, KBS광주, KBS대구, KBS제주의 경우 KBS 쿨FM에서 전국으로 송출되는 사랑하기 좋은 날 이금희입니다가 방송된다. 2017년 1월 9일부터 2020년 8월 30일까지 라디오스타의 후속으로 신설되었다. 2022년 7월 3일 자로 2년만에 폐지되었다.

## 역대 DJ
- 2020년 8월 31일 ~ 2020년 12월 13일 : 이문재
- 2020년 12월 14일 ~ 2022년 6월 19일 : 알리

## 같이 보기
- KBS 해피FM